# YandexGPT
A YandexGPT a GPT családba tartozó neurális hálózat, amelyet az orosz Yandex LLC vállalat fejlesztett ki. A YandexGPT képes szövegeket létrehozni és átdolgozni, új ötleteket generálni és a felhasználóval folytatott beszélgetés kontextusát rögzíteni.
A YandexGPT-t egy olyan adatkészlet segítségével képzik ki, amely könyvekből, magazinokból, újságokból és más, az interneten elérhető nyílt forrásokból származó információkat tartalmaz. A neurális hálózat tévedhet a tényekben és fantáziálhat, de ahogy tanul, egyre pontosabb válaszokat fog produkálni.

## Használata
A YandexGPT az Alice virtuális asszisztensbe (a Siri és az Alexa analógja) van integrálva, és elérhető a Yandex szolgáltatásaiban és alkalmazásaiban.
A vállalat a nyilvános felhőplatformon, a Yandex Cloudon keresztül a vállalkozásoknak hozzáférést biztosít a neurális hálózat API-jához, és ennek alapján saját B2B megoldásokat fejleszt.
A YandexGPT zárt tesztelésében 2023 júliusa óta 800 vállalat vett részt. Az informatikai fejlesztők, bankok, kiskereskedelmi vállalkozások és más iparágak vállalatai kétféle módban - API és Playground (a Yandex Cloud konzoljában található felület a modellek és hipotézisek tesztelésére) - használhatják a technológiát.
A vállalkozások számára két modellváltozat áll rendelkezésre: az egyik aszinkron üzemmódban működik, és jobban alkalmas összetett feladatok kezelésére, míg a másik gyors válaszok létrehozására alkalmas valós időben. Ennek eredményeképpen a YandexGPT-t több tucat forgatókönyvben tesztelték, például tartalmi feladatok, technikai támogatás, chatbotok és virtuális asszisztensek létrehozása stb. esetén.

## Története
2023 februárjában a Yandex bejelentette, hogy a YaLM (Yet another Language Model) családból származó nyelvi modell fejlesztése során a ChatGPT generatív neurális hálózat saját változatán dolgozik. 2023-ban a projektet ideiglenesen YaLM 2.0-nak nevezték el, amit később YandexGPT-re változtattak.
Május 17-én a vállalat bemutatta a YandexGPT (YaGPT) nevű neurális hálózatot, és lehetővé tette, hogy virtuális asszisztense, az Alice interakcióba lépjen az új nyelvi modellel.
2023. június 15-én a Yandex hozzáadta a YandexGPT nyelvi modellt a Shedevrum képgeneráló alkalmazáshoz. Ez lehetővé tette a felhasználók számára, hogy teljes értékű posztokat hozzanak létre címmel, szöveggel és releváns illusztrációval kiegészítve.
2023 júliusában a YandexGPT új funkciókat indított, amelyek lehetővé teszik a vállalkozások számára virtuális asszisztensek és chatbotok létrehozását, valamint szövegek generálását és strukturálását.
2023. szeptember 7-én a Yandex bemutatta a nyelvi modell új verzióját, a YandexGPT 2-t a Practical ML Conf. Az új verzió az előzőhöz képest több feladattípusra képes, és a válaszok minősége is javult. A fejlesztők állítása szerint a YandexGPT 2 az esetek 67%-ában jobban válaszolt a felhasználók kérdéseire, mint az első verzió.
A YandexGPT 2023. október 6-tól képes rövid visszamondásokat készíteni az interneten található orosz nyelvű online videókról. Két perctől négy óráig terjedő hosszúságú, beszédet tartalmazó videókat tud összefoglalni.